# صالح‌آباد (ساوه)
صالح‌آباد (ساوه)، روستایی از توابع بخش مرکزی شهرستان ساوه در استان مرکزی ایران است.
این روستا در گذشته تا دوره پهلوی اول زمستان نششین ایل شاهسون بغدادی بوده واز هفت اوبا(محله) شامل قشلاق خداورن  و قشلاق برات لو و قشلاق لطف علی بیگ و سهل اباد بالا و سهل اباد پایین و قشلاق یساول و قشلاق علی بیگ لو شکل گرفته بوده و جمعیت حدود دو هزار خانواری را در خود جای داده بوده که به صورت سیاه چادری بوده بعد از اسکان ایلات وعشایر کشور در زمان پهلوی اول  اولین ساخت ساز های مسکونی اغاز میشود پیش از ان فقط حاکمان و بزرگان ایل شاهسون بغدادی دارای قلعه و برج بارو ومنازل بوده اند  واین محل در ابتدا  به نوعی حاکم نشین ایل شاهسون بغدادی بوده وتا ایل دهه 50هجری شمسی رشد  جمعیتی نسبتا بالای داشته ولی در اواخر دهه1350هجری شمسی طی مهاجرت مردم این بخش به شهر های اطراف از جمعیت ان کاسته شد.
قلعه صمصام نظام و قلعه فتح سلطان از مکان های تاریخی مربوط به دوره قاجار در این روستا میباشد که امروزه ویرانه های ان پابرجاست .

## جمعیت
این روستا در دهستان قره‌چای قرار داردشامل سه بلوک(سه قسمت )میباشد و براساس سرشماری مرکز آمار ایران در سال ۱۳۸۵، جمعیت آن ۲۴۲ نفر (۵۶خانوار) بوده‌است.